# موری یوشی‌ناری
موری یوشیناری (به ژاپنی: 森 可成 Mori Yoshinari);(۱ ژانویهٔ ۱۵۲۳ – ۱۹ اکتبر ۱۵۷۰) یک سامورایی از اهالی ژاپن و از خاندان موری در دوره سنگوکو بود. وی ابتدا در خدمت شوگودایمیوی ولایت مینو، خاندان توکی بود اما بعد از اینکه  خاندان سایتو این خاندان را برانداخت به خدمت خاندان سایتو درآمد. اما به خدمت اودا نوبوناگا درآمد. وی در سال ۱۵۵۶ در نبرد اینو به سپاه نوبوناگا درآمد و با برادر کوچکتر وی اودا نوبویوکی نبرد کرد.
وی پدر موری ناگایوشی (۱۵۵۸–۱۵۸۴) و موری رانمارو (۱۵۶۵–۱۵۸۲) و موری تاداماسا بود. وی در نبرد با خاندان آزای کشته شد و سپس پسر ارشدش موری ناگایوشی رهبری خاندان را بر عهده گرفت اما او نیز در سال ۱۵۸۴ میلادی در نبرد کوماکی و ناگاکوته کشته شد.